# Kirtie Ramdas

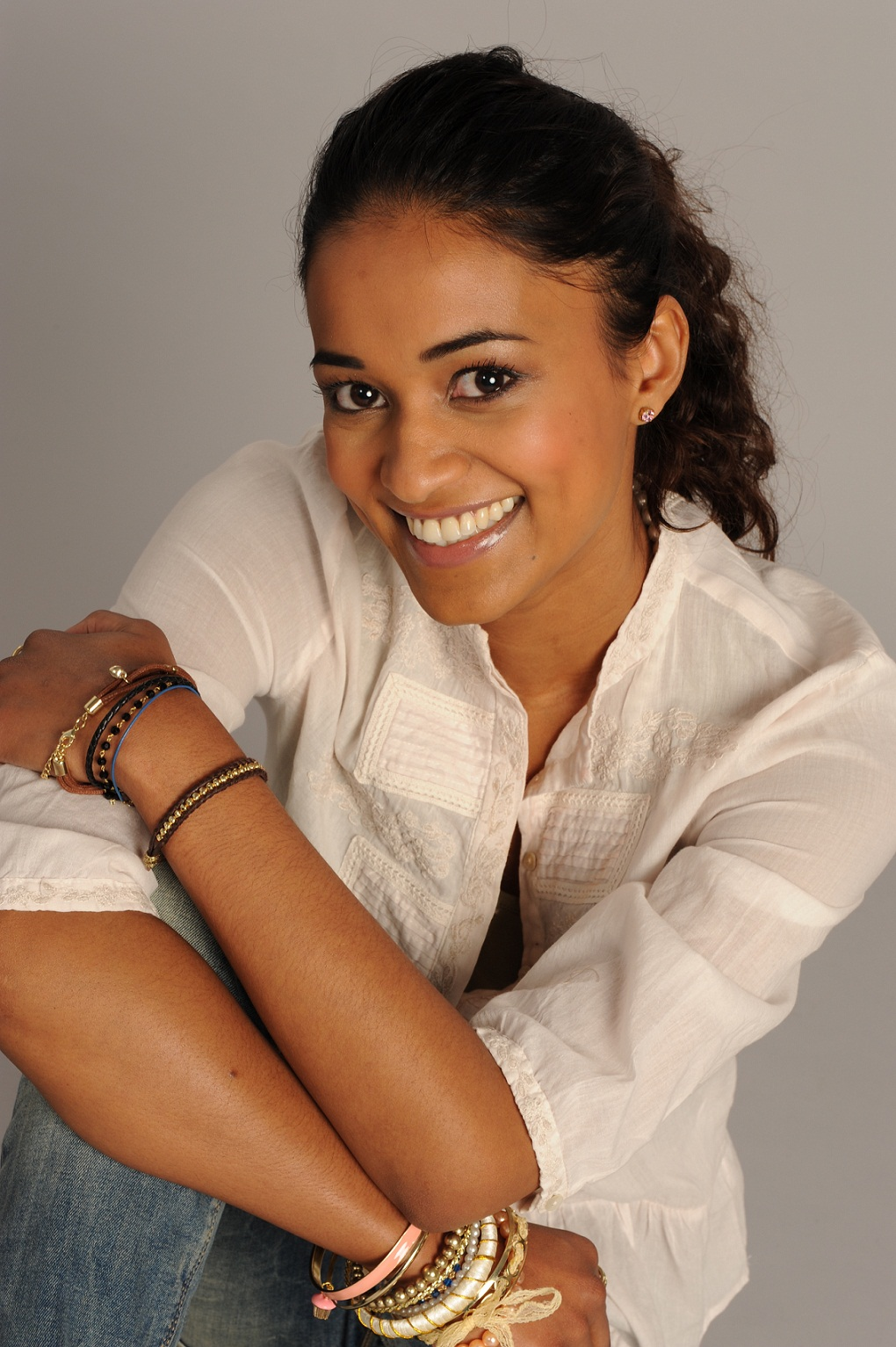
Kirtie Ramdas

Kirtie Ramdas (Leiden, 17 oktober 1980) is een Nederlandse presentatrice en programmamaker en actrice.
Ramdas werd vooral bekend door haar werk als programmamaakster en presentatrice van het televisieprogramma Ch@tney.nl voor de Organisatie voor Hindoe Media, OHM en als presentatrice voor SchoolTV voor de NTR. Op dit moment werkt ze als coördinator radio en televisie bij de zender Unity FM/TV.

## Biografie

### Jeugd
Ramdas werd geboren in 1980 in Leiden als dochter van twee leraren. Ze is van oorsprong Hindoestaans. Haar ouders zijn jaren voor de onafhankelijkheid van Suriname voor studiedoeleinden naar Nederland geëmigreerd.
Als zeer vroege leerling ging ze op 11-jarige leeftijd naar het Stedelijk Gymnasium in Leiden, waar ze in 1998 haar gymnasiumdiploma behaalde. Op het gymnasium nam ze ook deel aan The Hague International Model United Nations, THIMUN.
Ze begon op 17-jarige leeftijd met de studie Geneeskunde aan de Universiteit van Leiden. Als bijvak studeerde ze een jaar Hindi taal - en letterkunde aan de Universiteit van Leiden. Voor haar studie Geneeskunde deed ze onderzoek naar het verschil in mortaliteit en morbiditeit van coronaire bypassoperaties tussen Hindoestanen en Nederlanders. Op haar eenentwintigste behaalde ze haar doctorandustitel en twee jaar later slaagde ze voor het artsexamen aan de Faculteit van Geneeskunde aan de Universiteit van Leiden.

### Carrière

#### Televisie
Ramdas heeft enerzijds haar medische carrière en anderzijds haar mediacarrière. 
Haar eerste kennismaking met film was op 15-jarige leeftijd toen zij door het VPRO-programma LolaMoviola werd gevraagd om te figureren als nichtje van de bruid. 
Na een aantal jaren op het toneel gestaan te hebben voor een Indiase/Hindoestaanse Toneelgroep met optredens door het hele land, werd ze in 2002 gevraagd om een televisieprogramma te maken en te presenteren voor de OHM. Dit werd het maandelijkse jongerenprogramma Ch@tney.nl. Samen met een klein team bedacht Ramdas het format en de inhoud van het programma. Naast het bedenken en presenteren, deed Ramdas ook de redactie en productie. Kirtie Ramdas is tevens bedenker van de naam Ch@tney.nl.
De eerste uitzending was in september 2002. Het televisieprogramma had als doel het doorbreken van taboes en het bespreekbaar maken van moeilijke onderwerpen, zoals alcoholisme, homoseksualiteit, liefde en tienerzwangerschappen. Het format bestond uit sketches, diepte-interviews met (ervarings-)deskundigen, straatreportage en presentatie. Vooral de straatreportage waarbij Ramdas de straat op ging en feesten langs ging om de Hindoestaanse jongeren om hun mening te vragen, werd volgens onderzoek van de OHM goed ontvangen door de doelgroep. Hoewel de doelgroep eigenlijk de Hindoestaanse jongeren was, werd het programma ook veel bekeken door oudere kijkers en niet-Hindoestanen.  Vooral haar act in de sketch als 'Omaatje' was zeer geliefd bij het publiek.
Ramdas deed de voice-over voor het programma Ch@tney.nl.
In 2006 besloot Ramdas te stoppen met het maken en presenteren van het programma Ch@tney.nl voor de OHM. Ze had 5 seizoenen gemaakt en 45 afleveringen. 
In 2008 presenteerde Ramdas voor de Teleac/NOT SchoolTV wiskunde. 
Wiskunde voor de sectoren voor bovenbouw vmbo en wiskunde voor de profielen voor onderbouw havo/vwo waren bedoeld om de leerling te laten zien bij welke beroepen wiskunde van pas komt en waarom je het nodig kan hebben voor je latere beroep. Naast de presentatie deed Ramdas ook de voice-overs voor de programma's. Naast het televisieprogramma was er ook lesmateriaal voor de docenten. Ramdas presenteerde twee seizoenen, 8 afleveringen.

#### Radio
Van 2005 tot 2006 presenteerde Ramdas radioprogramma's voor de jongerenzender FunX/BNN. Zo presenteerde ze FunX Talk voor de regio Utrecht, een dagelijks avondprogramma waarin taboe-onderwerpen besproken werden, afgewisseld met urban muziek. Ze presenteerde ook het dagelijkse FunX Welkom bij Jezelf op de nationale internetradio, een radioprogramma bedoeld voor de reiziger onderweg naar huis van werk of school, met luchtige onderwerpen, afgewisseld met het weer en andere feiten. 

#### Film
Ramdas heeft rollen gehad in verschillende producties, zo speelde ze de rol van mooie vrouw in de korte film "Help", van Phantavision Productions, en de rol van mooie nerd in een commercial voor Mijndomein.nl. Ze speelde tevens de hoofdrol in een Looking Glass-productie voor het CinemAsia FilmFestival, in de film "Her Patch of Sky". Deze werd vertoond in het Binger Instituut en Rialto Bioscoop Amsterdam.
Ter verdieping van haar acteercarrière volgde Ramdas aan theaterschool De Trap in Amsterdam de vooropleiding Film/TV en Toneel, welke ze met succes afsloot.

#### Livepresentatie
Ramdas was de showhost van het event van de International Indian Film Academy Awards (IIFA) in 2005. Hierbij presenteerde ze het podiumprogramma en de meet & greet met vele bekende sterren van de Indiase cinema, zoals Amitabh Bachchan en Hrithik Roshan. De IIFA-awards zijn vergelijkbaar met de Oscars.
- Virtual International Authority File: 4933156762948341300000
- WorldCat: E39PBJfrGmQ9D4rkCbrgTtVXBP